# Gérard Depardieu
Gérard Xavier Marcel Depardieu (Châteauroux, 27 december 1948) is een Frans filmacteur. In 2013 werd hij genaturaliseerd tot Rus, in 2022 verkreeg hij de nationaliteit van de Emiraten.

## Biografie
Hij is leerling geweest van Jean-Laurent Cochet. Van 1970 tot 1996 was hij getrouwd met de actrice Élisabeth Guignot; ze zijn de ouders van de acteurs Guillaume Depardieu, die in 2008 overleed, en Julie Depardieu. De Franse acteur verhuisde in 2012 naar België.
Depardieu won verschillende prestigieuze Franse en internationale prijzen. In 1990 werd hij genomineerd voor een Academy Award voor beste acteur voor zijn titelrol in Cyrano de Bergerac.
Depardieu is ook een beoefenaar van het Franse chanson. In 2017 gaf hij het Depardieu chante Barbara-concert waarin hij liederen van Barbara ten gehore bracht.

### Russisch staatsburgerschap

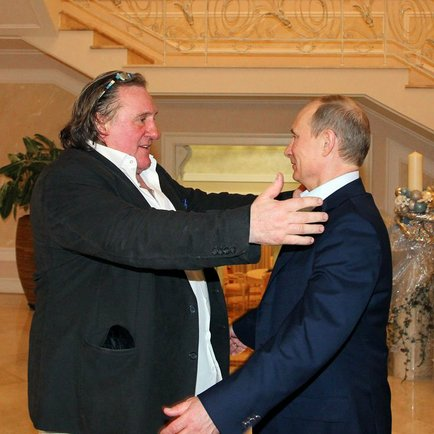
Depardieu met de Russische president Vladimir Poetin (2013)